# Club Esportiu Mercantil
El Club Esportiu Mercantil és un club català de futbol de la ciutat de Sabadell, al Vallès Occidental, dedicat a la promoció del futbol base.

## Història
El club va ser fundat l'any 1913 per professors i alumnes del Col·legi Mercantil, conegut popularment com a Cal Taché, que estava ubicat al carrer Pare Joaquim de Sabadell. El seu primer nom fou Mercantil SC, tot i que no va ser inscrit oficialment a la Federació fins al 1925. Durant els seus primers anys de vida participà a diferents categories provincials i regionals, com la Lliga Amateur. En aquell període jugava a la caserna de bombers, fins que el 1949 es tancà el camp. La seva època daurada la visqué entre els anys 1956 i 1960, quan l'entitat participà en la Tercera Divisió, arribant a disputar una promoció d'ascens a Segona davant l'Europa al camp de Les Corts.
Més tard, els problemes econòmics provocaren el seu descens de categoria i un canvi en la filosofia del club, que decidí dedicar tots els seus esforços en la promoció del futbol base, on s'ha mantingut fins a l'actualitat. En aquesta època el club va tenir la seu a la Plaça del treball.
L'any 1982 inaugurà el Camp Municipal de Gràcia. El club s'ha anomenat durant aquests anys Club Gimnástico Mercantil, CD Mercantil i actualment CE Mercantil. Avui dia, el club compta amb més de 800 jugadors/res repartits en 52 equips, des de pre-benjamins fins a juvenils.

## Premis i reconeixements
Obtingué el guardó de millor entitat de Sabadell l'any 1985 a l'escola esportiva de club i 1986 a l'esforç col·lectiu, i fou distingit per la Diputació de Barcelona com a millor entitat en la formació de futbol català l'any 2002.

## Presidents[calcitació]
- 1913 — Lluís Sala Xandri i Domingo Vidal
- 1924 — Josep Regàs
- 1925 — Antonio Fernández
- ? — J. Rabassa
- ? — Agustí González
- ? — Agustí Monegal
- ? — 1956/57 Jaume Enrich Farell
- 1957/58 - 1957/58 — Josep Maria Vila Pagés
- 1958/59 - 1959/60 — Adolfo Puig Conill
- 1960/61 - 1961/62 — José Guillén Vallribera
- 1962/63 - 1983/84 — Lluís Blanch Llorens
- 1984/85 - 1987/88 — Fernando Ortín
- 1988/89 - 1995/96 — Agustí Salas Sanz
- 1996/97 - 2002/03 — Joaquim Roigé
- 2003/04 - avui — Jordi Grané Ortega

## Futbolistes destacats

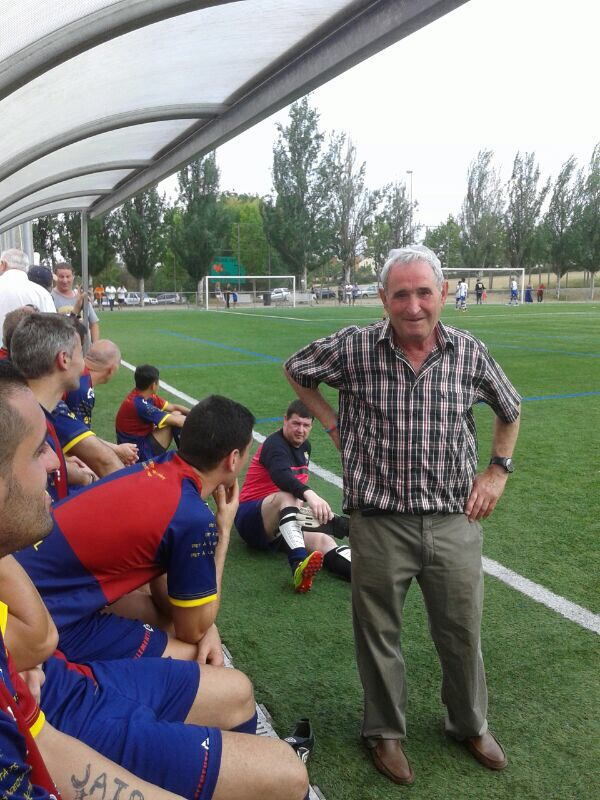
Joan Murtró, una de les ànimes de l'equip

Futbolistes del CE Mercantil que han jugat a Primera Divisió:
- Josep Argemí - 1935/36 al FC Barcelona
- Juan Zambudio Velasco - 1942/43 al FC Barcelona
- Patrocinio Ramón Gómez - 1943/44 al CE Sabadell
- Antonio Vázquez Medina - 1944/45 al CE Sabadell
- Manel Cerveró Chiva - 1946/47 al CE Sabadell
- Joan Josep Barberà Bartolomé - 1959/60 al RCD Espanyol
- Ginés Castaños Alarcón - 1961/62 al RCD Espanyol
- Eladi Silvestre Graells - 1962/63 al FC Barcelona
- José Miguel Martinez Febrer - 1962/63 al Real Betis
- Aureliano Estevez Tamayo - 1969/70 a la UD Las Palmas
- Marcelino Pérez Ayllón - 1974/75 a l'Atlètic de Madrid
- Manuel Gonzalez Díaz - 1974/75 a l'Sporting de Gijón
- José Francisco Gómez Tanco - 1977/78 al Rayo Vallecano
- Eduard Vílchez Ortiz - 1989/90 al CD Logroñés
- Antonio Manchado Curto - 1989/90 al CE Castelló
- Òscar Garcia Junyent - 1992/93 al FC Barcelona
- Jaume Garcia Juan - 1992/93 al RCD Espanyol
- Roger Garcia Junyent - 1994/95 al FC Barcelona
- Antonio Morales Solís - 1994/95 al RCD Espanyol
- Moisés Hurtado Pérez - 2001/02 al RCD Espanyol
- Antonio Moral Segura - 2008/09 al Racing de Santander
- David López Silva - 2010/11 al RCD Espanyol
- Isaías Sánchez Cortés - 2010/11 al RCD Espanyol
- Víctor Rodríguez Romera - 2012/13 al Real Zaragoza

## Temporades
Fins a l'any 2013-14 el club ha militat 4 vegades a Tercera Divisió.
Temporades del club a Tercera Divisió:
- 1956-1957 — 3a Divisió 2n
- 1957-1959 — 3a Divisió 10è
- 1958-1959 — 3a Divisió 14è
- 1959-1960 — 3a Divisió 16è